# Lacturcia
Lacturcia – w mitologii rzymskiej bogini ziarna pszenicy. Jej małżonkiem jest bóg ziarna pszenicy - Lacturnus.